# Domingo del Pico
Domingo del Pico fue un religioso y escritor franciscano del siglo XVI, predicador de Carlos V.
Nació en Sariñena al finalizar el siglo XV.
Muy joven, entra en los franciscanos conventuales. Fue doctor en teología, vicario y comisario general de los hermanos conventuales.
Es conocido como uno de los mejores predicadores de su época, gracias a la calidad de sus sermones. Predica varias veces para la Cuaresma en el Hospital general de Zaragoza.
En los años 1540, participa en la Academia reunida por Hernán Cortés al finalizar su vida en Valladolid. Frecuenta a numerosas personalidades: el nuncio Giovanni Poggio, el arzobispo de Cagliari Domenico Pastorello, Juan de Zúñiga, Francisco Cervantes de Salazar, el virrey de Navarra Juan de Vega o el diplomático navarro Pedro de Albret cuyos Diálogos atestiguan de la presencia de Domingo del Pico en esta tertulia
Domingo del Pico es mencionado a veces como confesor de Carlos Quinto, lo que está discutido por otros autores. Podría ser que el Rey haya querido nombrarlo su confesor para un viaje a Flandes y que haya rechazado la plaza a causa de su edad avanzada.
Escribió varias obras teológicas: Funiculum Apologeticum (1545) y Prima pars trilogii. De ordinaria conuersione peccatoris recedentis a Deo Patre : in parabola Lucae quintodecimo a saluatore proposita. Conciones à fratre Dominico del Pico doctore theologo desumptae (Zaragoza, 1549), dedicada al nuncio Giovanni Poggio.
En 1567, el rey de España Felipe II suprimió la orden de los franciscanos conventuales, que fueron expulsados de España. Sin embargo, Domingo del Pico no les acompañó al exilio ya que ingresó en la orden de los franciscanos observantes.
Murió en 1570.

## Obras
- Funiculum Apologeticum (1545)
- Prima pars trilogii. De ordinaria conuersione peccatoris recedentis a Deo Patre : in parabola Lucae quintodecimo a saluatore proposita. Conciones à fratre Dominico del Pico doctore theologo desumptae (Zaragoza, 1549)
- Secunda et tertia pars trilogii (que no llegaron a ser publicadas)
- Declamationes septem super Visiones Apocalipsis.
- De Conceptione beatae Mariae Virginis.
- Consiila tribus tomis distributa.